# Up the Downstair
Up the Downstair es el segundo álbum de estudio de la banda inglesa de rock progresivo Porcupine Tree, editado en mayo de 1993. Estaba inicialmente pensado para ser un doble álbum, pero la edición como sencillo de la canción "Voyage 34", de 34 minutos de duración, hizo que saliera al mercado como un único disco. El EP Staircase Infinities recoge material desechado de las sesiones de grabación del disco. Estos dos discos fueron reeditados en 2005 como un disco doble, con la incorporación del nuevo batería de la banda, Gavin Harrison que realizó las partes de batería en el mismo. 

## Lista de canciones
Todas las canciones están escritas por Steven Wilson excepto donde se indique:

### Edición original
1. "What You Are Listening To..." – 0:58
2. "Synesthesia" – 5:11
3. "Monuments Burn into Moments" – 0:20
4. "Always Never" (Wilson, Alan Duffy) – 6:58
5. "Up the Downstair" – 10:03
6. "Not Beautiful Anymore" – 3:26
7. "Siren" – 0:52
8. "Small Fish" (Wilson, Duffy) – 2:43
9. "Burning Sky" – 11:06
10. "Fadeaway" (Wilson, Duffy) – 6:19

### Edición remasterizada de 2004

#### Disco 1
1. "What You Are Listening To..." – 0:57
2. "Synesthesia" – 5:16
3. "Monuments Burn into Moments" – 0:22
4. "Always Never" (Wilson, Duffy) – 7:00
5. "Up the Downstair" – 10:14
6. "Not Beautiful Anymore" – 3:25
7. "Siren" – 0:57
8. "Small Fish" (Wilson, Duffy) – 2:42
9. "Burning Sky" – 11:36
10. "Fadeaway" (Wilson, Duffy) – 6:19

#### Disco 2 -Staircase Infinities
1. "Cloud Zero" – 4:40
2. "The Joke's On You" (Wilson, Duffy) – 4:17
3. "Navigator" – 4:49
4. "Rainy Taxy" – 6:50
5. "Yellow Hedgerow Dreamscape" – 9:36

- Datos: Q2250395